# Temperatura seca
Se llama temperatura seca del aire, o más sencillamente temperatura seca, a la del aire, prescindiendo de la radiación calorífica de los objetos que rodean ese ambiente y de los efectos de la humedad relativa y de la velocidad del aire.
Se puede obtener con el termómetro de mercurio, cuyo bulbo, reflectante y de color blanco brillante, se supone razonablemente que no absorbe la radiación. Se utiliza en determinados climas en la construcción. Nall observa que se trata de una de las variables climáticas más importantes para la eficiencia energética de los edificios y para la comodidad térmica de los seres humanos.